# Vincent de Gaulejac
Vincent de Gaulejac, né le 10 avril 1946 à Croissy-sur-Seine, est un sociologue et professeur des universités émérite français.

## Parcours de formation et professionnel
Il soutient en 1971 une thèse en sciences des organisations à l'université Paris-Dauphine sous la direction de Max Pagès, et en 1975 une thèse de doctorat de sociologie, sous la direction de Pierre Fougeyrolles, intitulée « Les clubs et équipes de prévention et les jeunes de la rue », à l'université Paris-Descartes, puis une thèse d'État en lettres et sciences humaines, « La névrose de classe : trajectoire sociale et conflits d'identité », à l'université Paris-Diderot en 1986. 
Il devient professeur de sociologie à l'université Paris-Diderot et dirige le Laboratoire de changement social (1990-2013). Il y est professeur émérite en 2014.
Il est en 2015 président du Réseau international de sociologie clinique (RISC).

## Conceptualisations et ancrage théorique
Il est un des représentants français du courant de la sociologie clinique, une approche qui tente d'articuler les dimensions sociales et psychiques en se penchant sur la singularité des parcours et des expériences, utilisant pour cela l'approche des histoires de vie. Il tente, à partir de récits biographiques existants, comme dans le cas des écrits d'Annie Ernaux et de récits de vie suscités par des travaux de recherches, d'élaborer un certain nombre de concepts pour comprendre les problématiques du sujet social contemporain. La névrose de classe, la lutte des places, l'identité négative, roman familial et trajectoire sociale constituent quelques-uns de ces apports.

## Publications
- Les Jeunes de la rue, Toulouse, Privat, 1977, en collaboration avec Gilbert Mury[5], prix Fabien de l’Académie française en 1978
- La névrose de classe : trajectoire sociale et conflits d'identité, Hommes et groupes, 1987 ; nouvelle édition révisée (poche) : Petite Bibliothèque Payot, 2016.
- Le coût de l'excellence, avec Nicole Aubert, Le Seuil,1991.
- La lutte des places : insertion et désinsertion, Paris, Desclée de Brouwer, 1994.
- Les sources de la honte, Paris, Desclée de Brouwer, 1996.
- L'Histoire en héritage : roman familial et trajectoire sociale, Paris, Desclée de Brouwer, 1999 ; nouvelle édition (poche) : Petite Bibliothèque Payot, 2012  (ISBN 978-2228908214).
- La société malade de la gestion : idéologie gestionnaire, pouvoir managérial et harcèlement social, 2005.
- La sociologie clinique : enjeux théoriques et méthodologiques, avec F. Hanique et P. Roche, Toulouse, Erès, 2007.
- Intervenir par le récit de vie, avec Michel Legrand, coll. Sociologie clinique, Toulouse, Erès, 2008.
- Qui est « je » ?, Paris, Le Seuil, 2009.
- Travail : les raisons de la colère, Paris, Le Seuil, 2011.
- Manifeste pour sortir du mal-être au travail, avec Antoine Mercier, Paris, Desclée de Brouwer, 2012,  recension, Nouvelle revue du travail, 2013/3, consultée en ligne le 18.04.2015.
- La Recherche malade du management, avec Alain Falque, Versailles, Quæ, 2012.
- Les 40 ans du Laboratoire de changement social, avec Florence Giust-Desprairies, L'Harmattan, 2013.
- La recherche clinique en sciences sociales, avec Florence Giust-Desprairies et Ana Massa, Toulouse, Erès, 2014.
- Le capitalisme paradoxant : un système qui rend fou, avec Fabienne Hanique, Paris, Le Seuil, 2015.
- Mon enfant se radicalise, avec Isabelle Seret, Paris, 2018.
- Dictionnaire de sociologie clinique, avec Agnès Vandevelde-Rougale et Pascal Fugier, dir, 2019.
- Dénouer les nœuds sociopsychiques, Paris, 2020.